# كودنة (قرية)
كودنة، بلدية في محافظة القنيطرة، تقع في أرض بركانية منبسطة شمال تل الأحمر الشرقي وغرب وادي الرقاد. تسمى أيضاً النعيمية.
وقعت تحت الاحتلال عام 1967 وهجر سكانها إلى دمشق ومحيطها. بعد حرب تشرين التحريرية عادت القرية للسيادة السورية وعاد إليها عدد من سكانها.
بيوتها القديمة من البازلت ووالطين، بنيت فيها وحولها بعد التحرير مساكن إسمنتية حديثة، وفيها ما يشير إلى تاريخ قديم، إذ توجد بقايا جدران لخانات قديمة مهدمة: خان جربوع ـ خان أبو عزوز.
تزرع فيها الحبوب وتربى فيها الأبقار، والأغنام. جرت إليها مياه الشرب من غدير البستان. وقد أصبحت مؤخرا مصدر ري للعديد من القرى حيث انة فيها سد كودنة وهو من السدود المهمة على مستوى سوريا.